# Rediu Mitropoliei
Rediu Mitropoliei – wieś w Rumunii, w okręgu Jassy, w gminie Popricani. W 2011 roku liczyła 134 mieszkańców.